# Gordon Gano
Gordon James Gano (Milwaukee, 7 giugno 1963) è un musicista statunitense.
Fondatore e membro dei The Violent Femmes, Gordon Gano con la sua band aiutò a definire il post-punk negli anni 80/90.

## Biografia
Nato in una famiglia numerosa (8 fratelli), il padre musicista lo spinse presto a interessarsi di musica, spaziando dal blues al country e al bluegrass. Vari interpreti lo influenzarono, tra i quali: Johnny Cash, The Carter Family, Robert Johnson e Hank Williams. Quando la famiglia di Gano si trasferì a Milwaukee, nel Wisconsin, Gano cominciò a suonare la chitarra e a scrivere canzoni. Fu un ottimo studente dentro e fuori la classe ma ribelle e con forte personalità, Gano conobbe Brian Ritchie mentre frequentava ancora la scuola media, legando immediatamente. A soli 17 anni formò i Violent Femmes ancor prima di ottenere il diploma all'high school.
Gano trascorse i seguenti due decenni con la band. L'album di debutto Violent Femmes fu il primo ad ottenere il disco di platino in America senza aver mai scalato le classifiche. Canzoni come Blister in the Sun, Add It Up, e Kiss Off sono diventati dei cult del genere country punk. Nel 1986, Gano si prese una pausa dai Violent Femmes e si unì al gruppo gospel The Mercy Seat formato da Zena Von Heppinstall (voce), Patrice Moran (basso, voce) e Fernando Mendez (batteria) che pubblicò l'album Mercy Seat's Eponymous Debut nel 1987.
I Violent Femmes hanno festeggiato il loro 20º anniversario nel 2001, un anno dopo Gano è tornato con il suo primo e ultimo album solista, The Hitting Ground che vide la partecipazione di PJ Harvey, Frank Black e degli eroi di gioventù di Gano John Cale e Lou Reed.

## Discografia

### Con i Mercy Seat
- 1987 - Mercy Seat's Eponymous Debut

### Solista
- 2001 - The Hitting Ground